# Observatoire de Štefánik
Pour les articles homonymes, voir Stefanik.

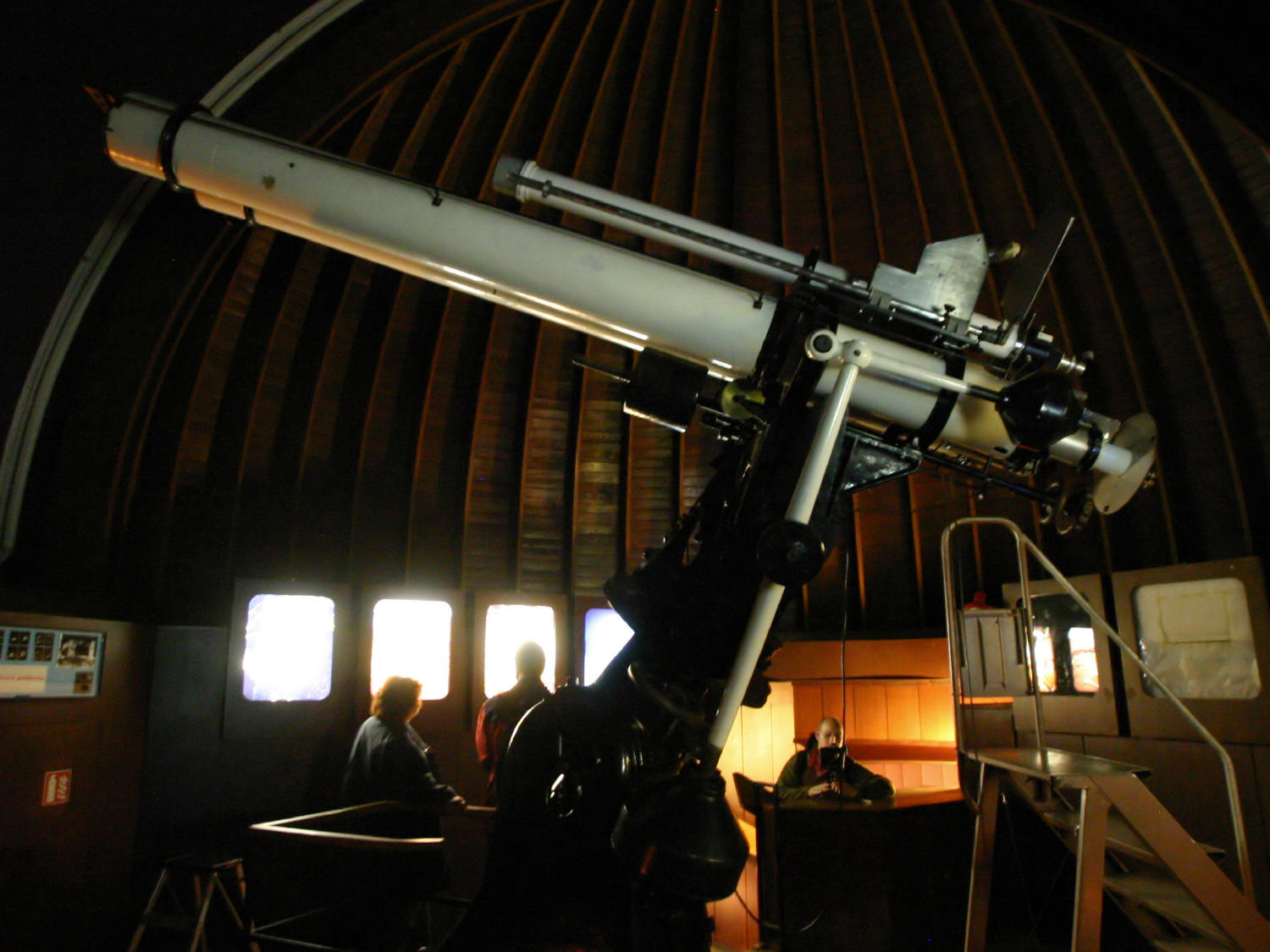
Le double réfracteur, construit par Zeiss en 1908, principal instrument de l'observatoire.

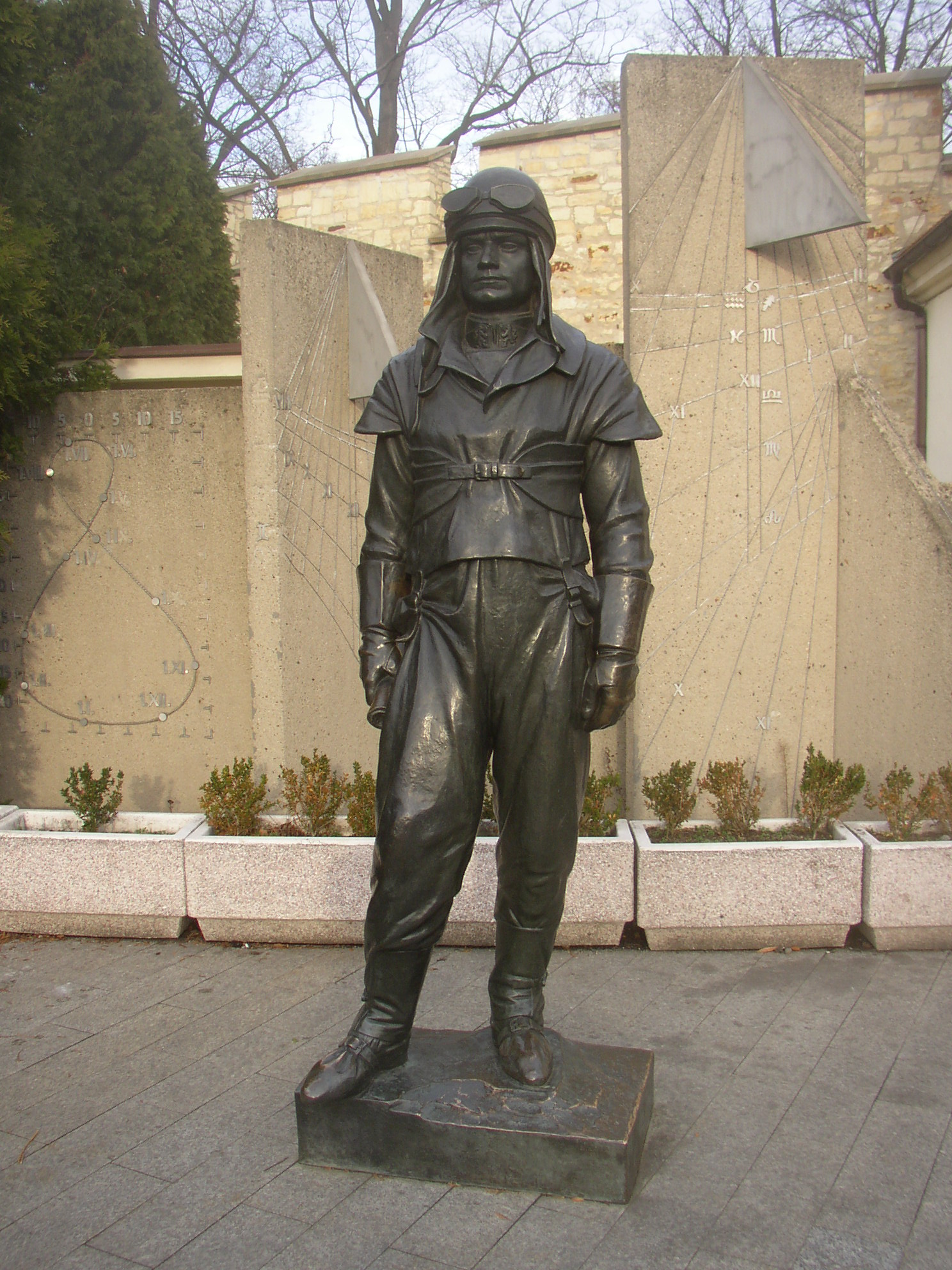
Statue de Milan Rastislav Štefánik, en avant de l'horloge solaire.

L'observatoire Štefánik (Štefánikova hvězdárna) est un observatoire astronomique situé sur les pentes du Petřín, au centre de Prague. Fondé en 1928, il a été nommé en l'honneur de l'astronome slovaque Milan Rastislav Štefánik. 

## Instruments
Le principal instrument de l'observatoire est constitué d'une lunette astronomique double construite par Zeiss.